# Agaie
Agaie és una ciutat de Nigèria, capital de l'àrea de govern local del mateix nom, a l'estat de Níger. Té una superfície de 1.903 km² i una població de 132.907 habitants (2006). És també la capital de l'emirat d'Agaie, un estat tradicional.